# 几部
几部為漢字索引的部首之一，計二畫，是康熙字典214個部首中的第16個（二畫的中為第10個）。几部構字時通常形成半包圍結構或位於下方。一字帶「几」且無其他部首時歸為几部。

## 部首單字解釋
1. 古人坐下時，用來依靠身體的一種家具。見《說文》。
2. 小桌。

注意：简化字将表示“多个”的“幾”并入“几”。但作为部首的“几”在含义上与“幾”没有任何关联。

## 字形

大篆
小篆

## 名稱
- 漢語：部（拼音 ，注音 ㄐㄧ ㄅㄨˋ）、几字頭（半包圍）、几字底（下方）
- 日語：
- 朝鲜語：

## 部首字元及變形
在 Unicode，相關的部首字元只有一個，就是康熙部首「⼏」（KANGXI RADICAL TABLE [U+2F0F]）。
至於位於文字區的相關字元有（CJK UNIFIED IDEOGRAPH-51E0）、（CJK UNIFIED IDEOGRAPH-20628）。

## 字例
| 部首外筆畫 | 字例 -{ |
| ---------- | ------- |
| 0          | 几𠘨    |
| 1          | 凣凢凡  |
| 2          | 凤风𠘰  |
| 3          | 凥処凧  |
| 4          | 凨凩凪  |
| 5          | 凬𠙅    |
| 6          | 凭凮    |
| 8          | 𠙖      |
| 9          | 㓘凰    |
| 10         | 凱凲𠙣  |
| 12         | 凳凴 }- |